# Route européenne 69
Pour les articles homonymes, voir E69 et Route 69.
La route européenne 69 (E69) est une route norvégienne reliant le cap Nord sur l'île de Mageroya (commune de Nordkapp) à Olderfjord sur le continent en passant par le tunnel sous-marin du Cap-Nord. En été, il est courant de trouver des rennes sur la route.
Cette route est la plus septentrionale du monde entier à être reliée à un réseau routier majeur (les routes du Svalbard et du Groenland n'étant quant à elles pas reliées à un réseau continental, en raison de leur isolement respectif sur des îles).

## Tracé

### Norvège
La route E69 emprunte l'itinéraire suivant :
| route | Tracé                           | Villes traversées                                             | Routes européennes croisées |
| ----- | ------------------------------- | ------------------------------------------------------------- | --------------------------- |
|       | Entre le Cap Nord et Olderfjord | île de Magerøya, Honningsvåg, tunnel du Cap-Nord, Nordmannset | à Olderfjord                |

## Galerie

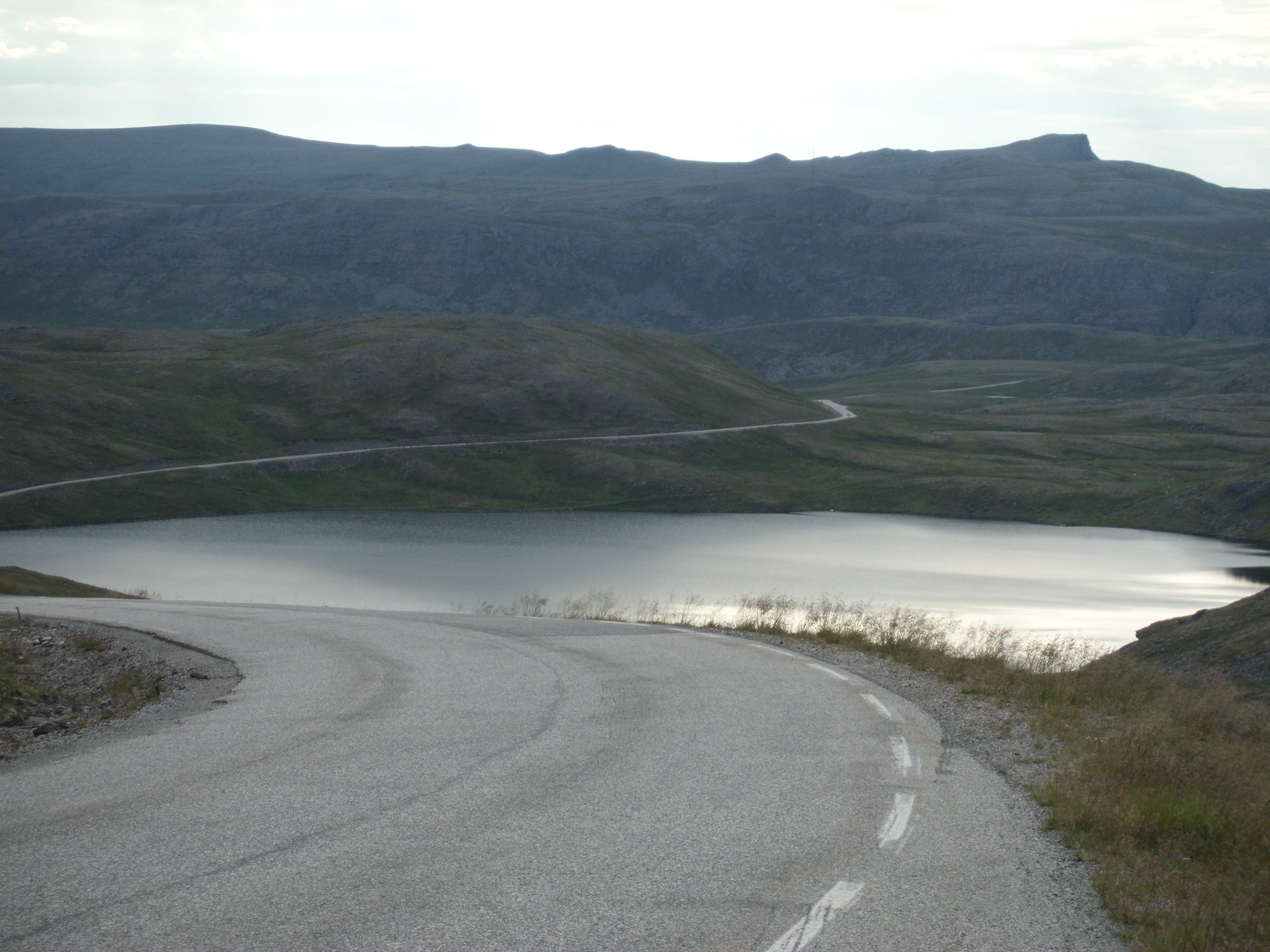
Entre le cap Nord et Honningsvåg à la hauteur du lac Kjeftavatnet
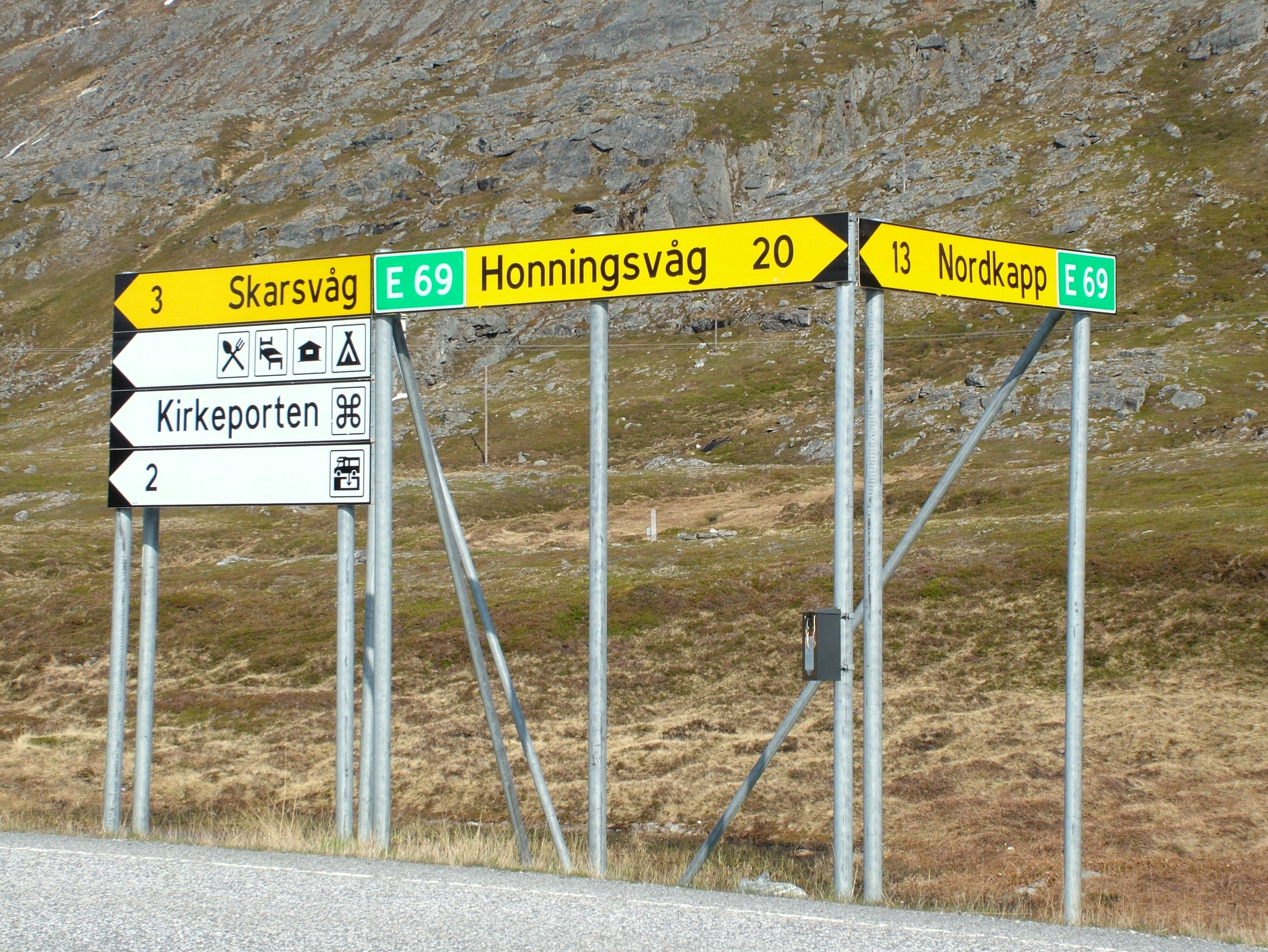
La E69 entre le cap Nord et Honningsvåg à l'intersection de la route pour Skarsvåg
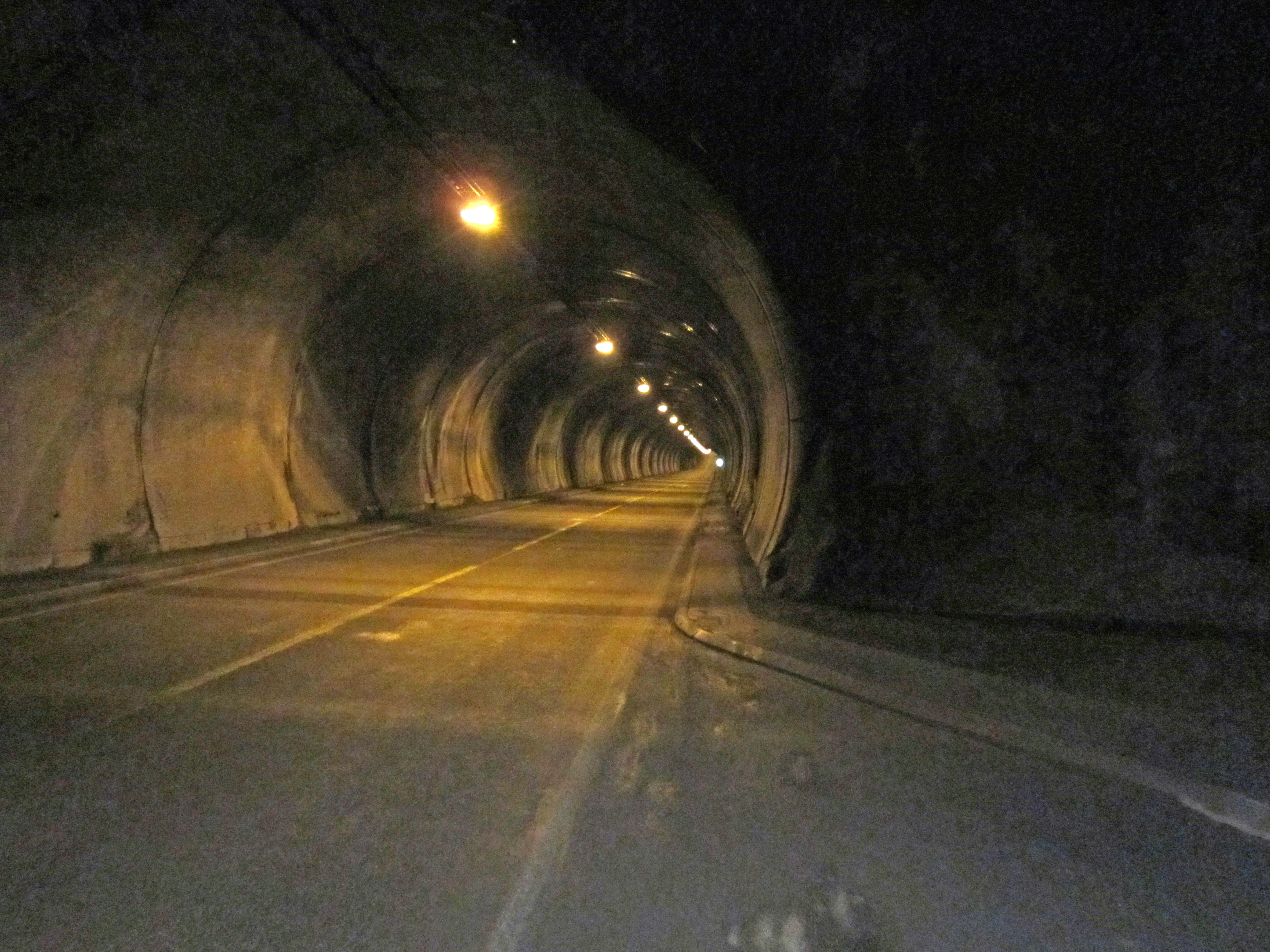
Le tunnel du Cap-Nord reliant l'île et le continent
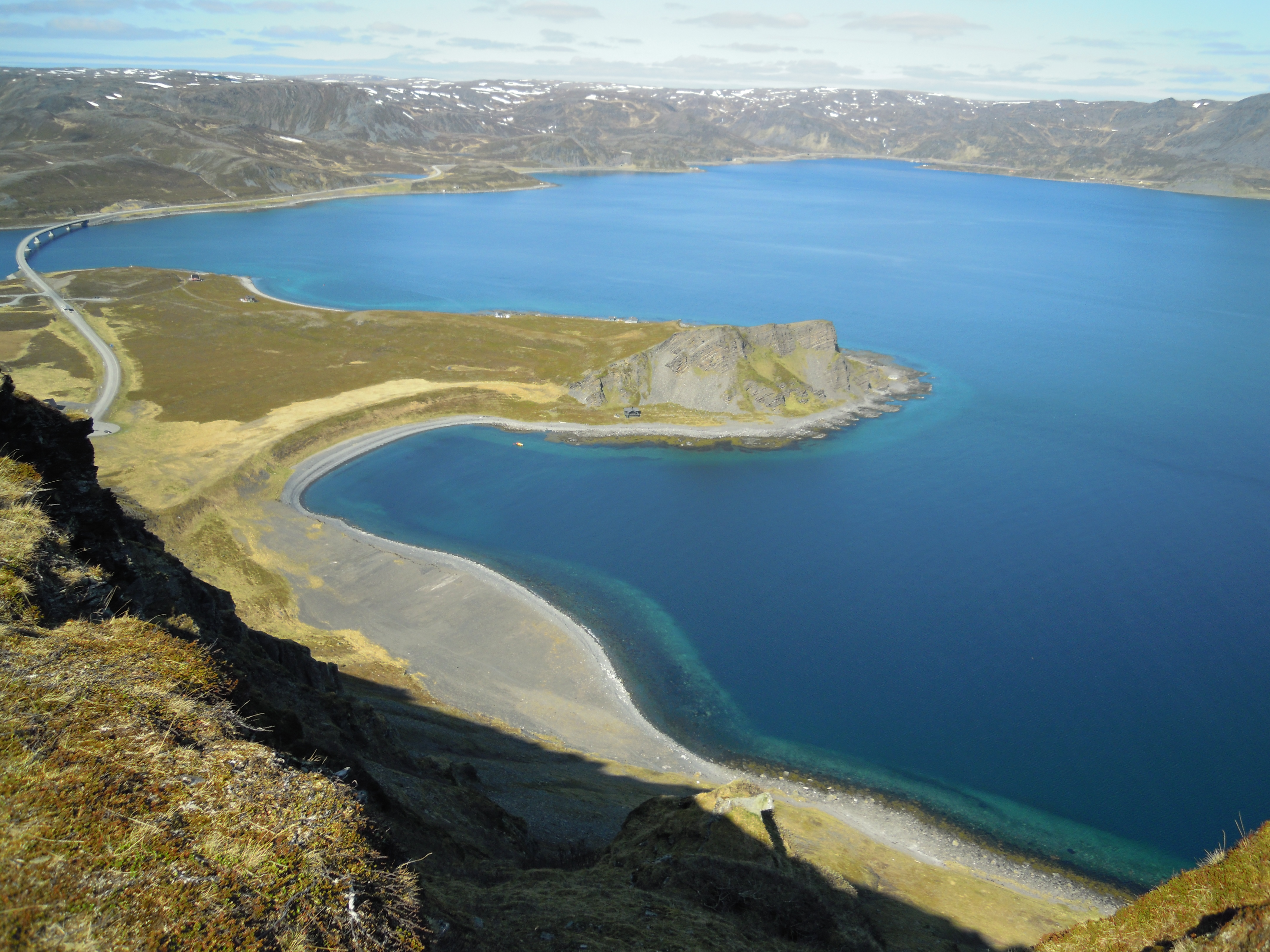
Vue sur l'E69 en direction du nord au sud de l'île de Mageroya
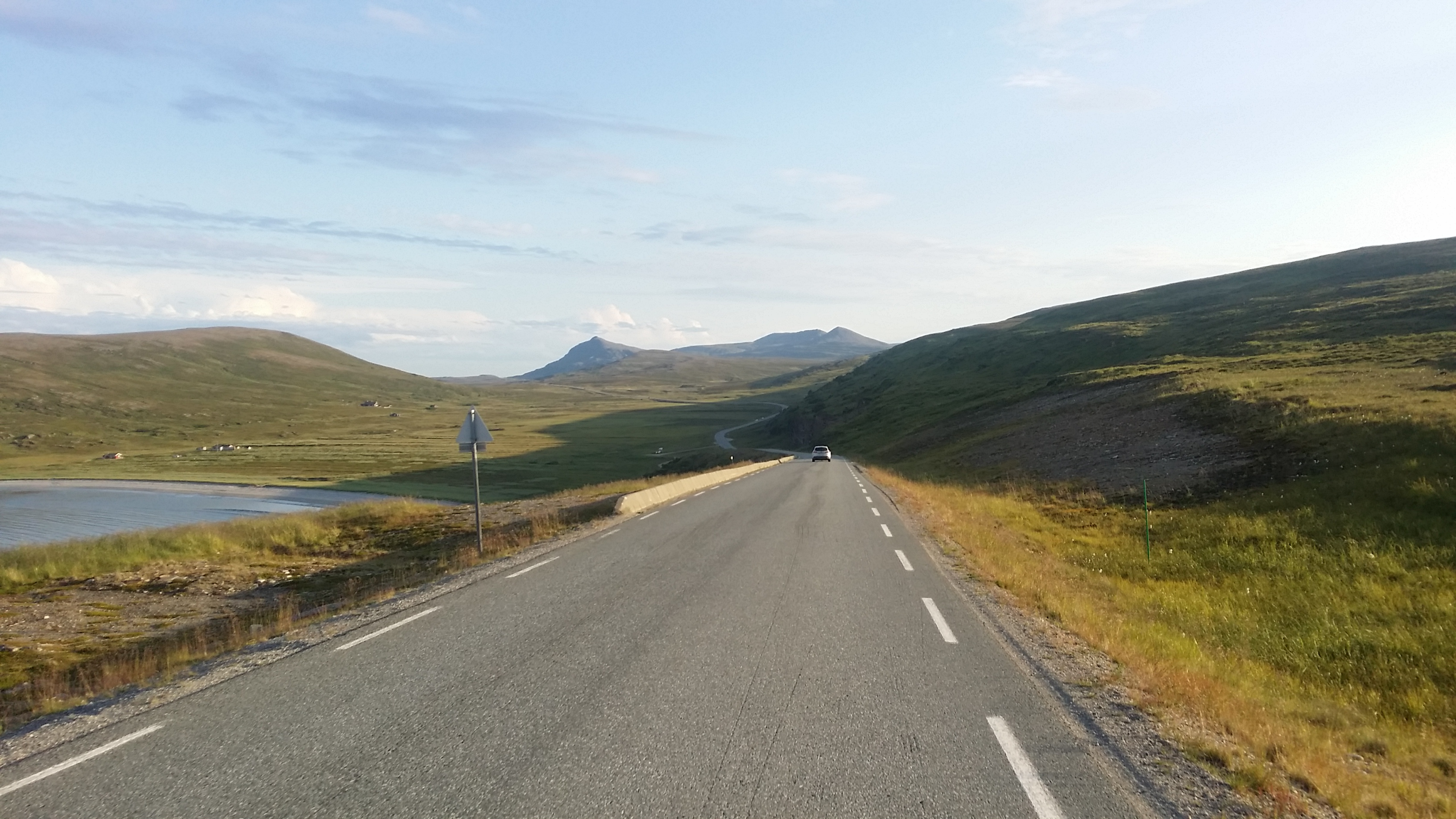
La E69 sur le continent à proximité du village de Porsangvika
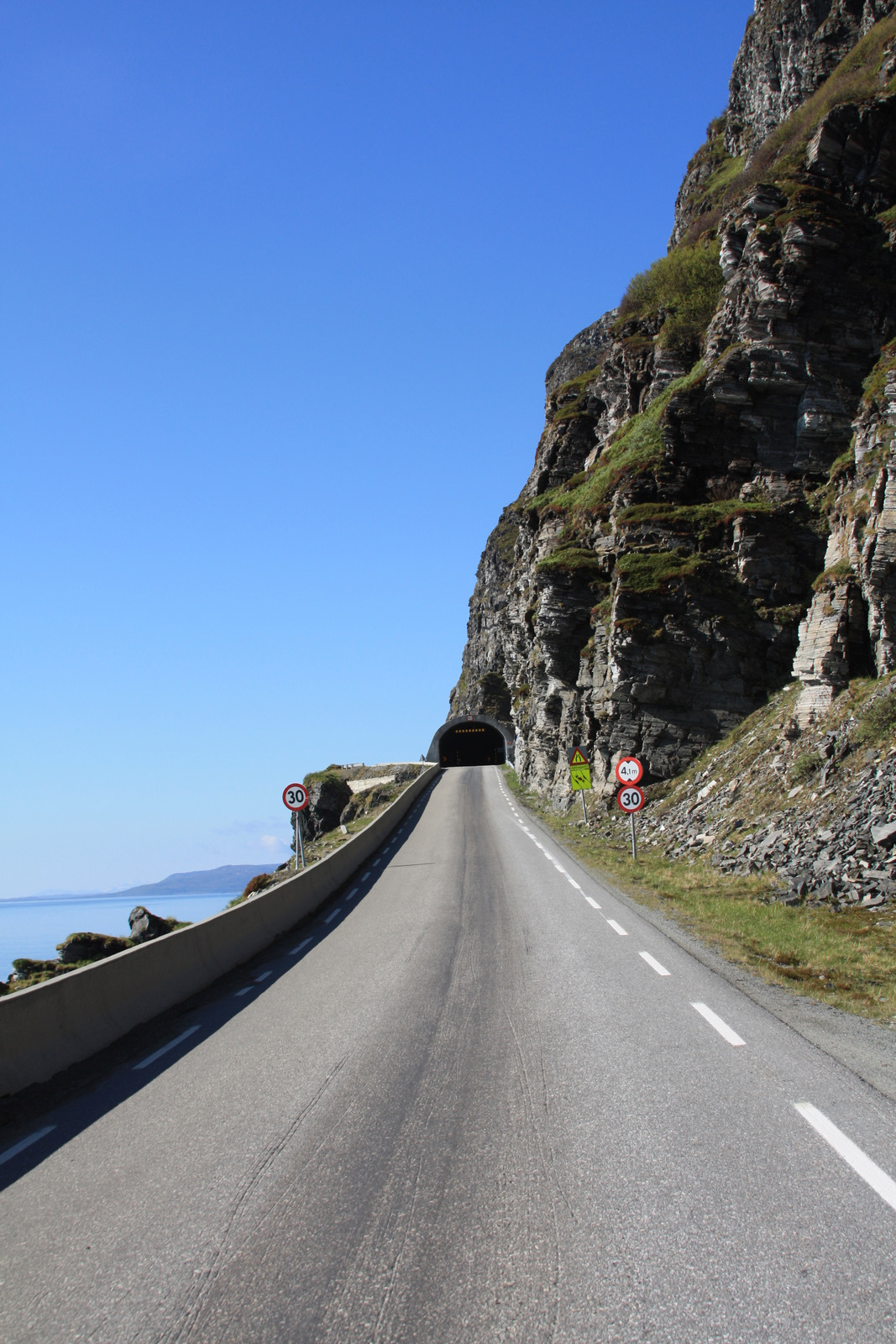
Entrée nord du tunnel de Skarvberg
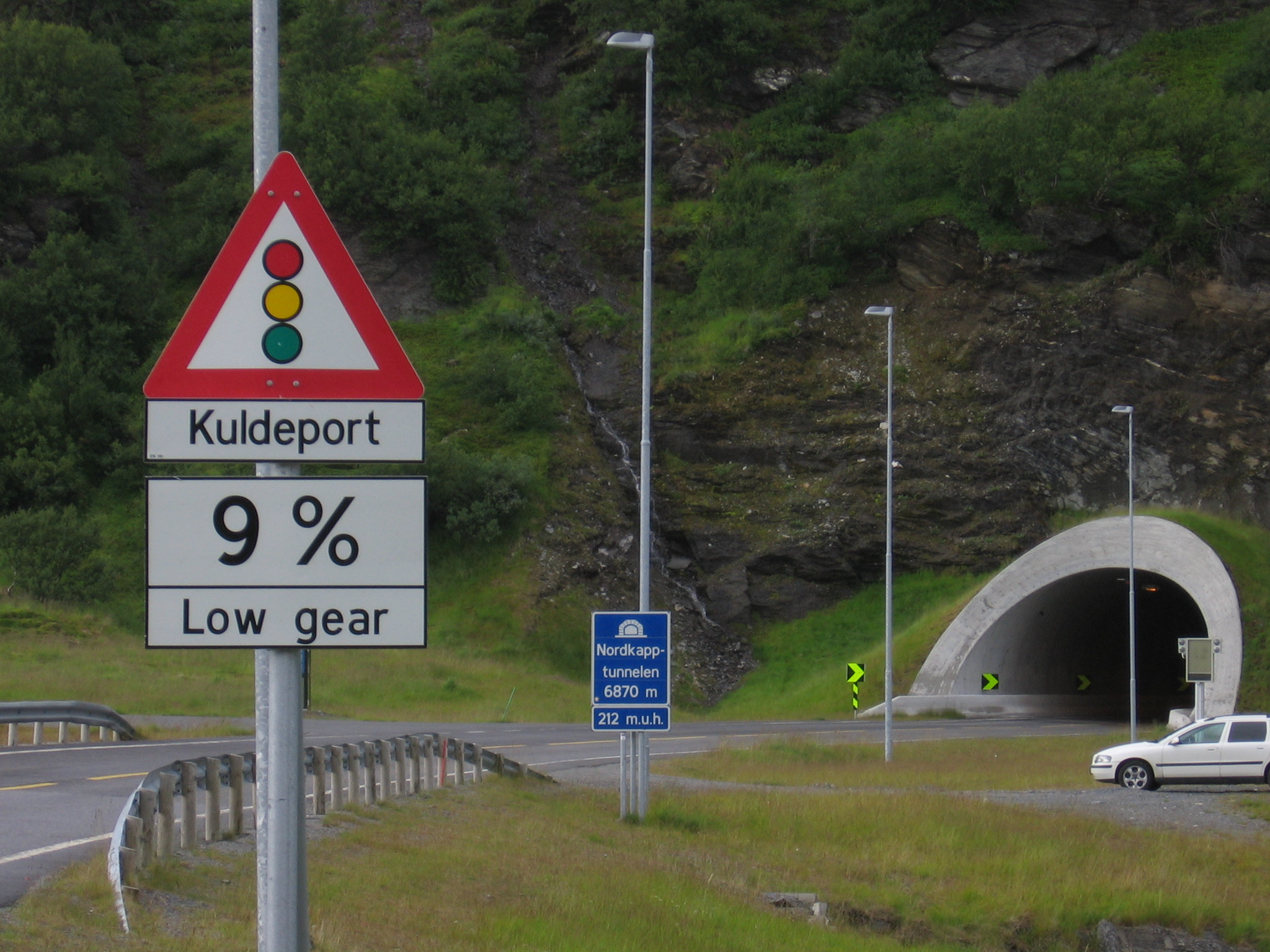
Entrée du tunnel du Cap-Nord pour Magerøya